# Tsuyoshi Kodama
Tsuyoshi Kodama (født 28. december 1987) er en japansk fodboldspiller, som spiller for den japanske fodboldklub FC Tokyo.